# Justin Verlander
Justin Brooks Verlander (Manakin-Sabot, Virginia, 20 februari 1983) is een Amerikaanse honkbalpitcher die uitkomt voor de San Fransisco Giants in de Major League Baseball (MLB).
Verlander werd in 2006 in de American League uitgeroepen tot Rookie of the Year, de onderscheiding voor de beste speler van het seizoen tijdens zijn eerste jaar in de Major League. In juni 2007 gooide hij een no-hitter in een wedstrijd van de Tigers tegen de Milwaukee Brewers. Hij gooide twaalf slagmannen uit en had vier slagmannen die met vier wijd het eerste honk bereikten. Dit was de allereerste no-hitter in het stadion Comerica Park. Vier jaar later op 7 mei 2011 gooide hij zijn tweede no hitter tegen de Toronto Blue Jays. Bij deze prestatie kwam er slechts een man op de honken en kreeg hij 27 slagmannen tegenover zich. Op 15 november van dat jaar won Verlander in een unanieme stemming de Cy Young Award in de American League. Sinds 2006 toen Johan Santana ook de prijs unaniem had gewonnen was dit niet meer gebeurd. Op 21 november 2011 won hij de verkiezing van Most Valuable Player of the Year. Hij behaalde 280 stemmen. Jacoby Ellsbury kwam op de tweede plaats met 242. In de sportpers dat jaar werd hij beschouwd als een van de beste pitchers van zijn generatie

## Loopbaan

### Amateurcarrière
Verlander gooide, vlak nadat hij op The Richmond Baseball Academy terecht was gekomen, een fastball van maar liefst 135 km/h. Zijn werpsnelheid haalde de 138 km/h tijdens zijn laatste jaar op de Goochland High School en in zijn eerste jaar op Old Dominion University in Norfolk steeg zijn snelheid naar 140 km/h.
Verlander domineerde drie jaar lang het Old Dominion University-honkbalteam. Tijdens zijn drie jaar lange verblijf op de Old Dominion University behaalde hij een gemiddelde van 11,5 strikeouts per negen innings en een ERA-gemiddelde van 2,57. Hij vestigde het ene record na het andere. Zijn eerste record was dat van 17 mei 2002 toen hij het toenmalige schoolrecord verbrak door 17 slagmensen uit te gooien. Het jaar erop vestigde hij met 139 strikeouts een seizoensrecord. In 2004 verbeterde hij zijn eigen record, dat hij een jaar eerder had gevestigd, en vestigde hij met 151 strikeouts een nieuw Colonial Athletic Association (CAA)-record.
In 2003 bracht Verlander het tot pitcher het nationale honkbalteam van Amerika. Daarbij had hij een aandeel in de zilveren medaille op de Pan-Amerikaanse Spelen. In 2002 werd hij uitgeroepen tot CAA Rookie of the Year en in 2003 en 2004 ontving hij een All-CAA-onderscheiding. Ook werd hij in 2004 door de ODU Alumni Association uitgeroepen tot mannelijke atleet van het jaar.

### Minor Leagues
Verlander begon zijn professionele honkballoopbaan toen de Detroit Tigers hem als tweede selecteerden in de 2004 MLB Draft die werd gehouden op 7 tot en met 8 juni. Op 25 oktober 2004 tekende hij bij deze organisatie een profcontract en ging voor hen uitkomen in de Minor League voor de Lakeland Flying Tigers waar hij een negen wedstrijden als winnend pitcher afsloot en tweemaal verliezend pitcher was. Zijn ERA kwam uit op 1,67 in in totaal dertien wedstrijden. Op 20 juni 2005 werd hij gepromoveerd naar de hoger spelende Erie SeaWolves. Hier had hij geen goede periode omdat hij twee wedstrijden verloor en daarna vroegtijdig door een schouderblessure het seizoen moest beëindigen.

## Major League bij Detroit Tigers

### 2005
Verlander debuteerde op 4 juli 2005 als tweemaal verliezend pitcher en zijn ERA kwam uit op 7,15 in slechts 2 wedstrijden.

### 2006
Verlander had een veelbelovend eerste seizoen in de Major League. In de in totaal zesentwintig wedstrijden die hij als startend pitcher speelde was hij zeventien maal winnend pitcher en verloor hij negen maal. Zijn ERA kwam uit op 3,63 en hij kreeg in totaal 124 slagmannen uitgegooid in in totaal 186 gepitchte innings. Op 4 juli 2006 gooide hij in een wedstrijd tegen de Oakland Athletics in het McAfee Coliseum samen met zijn twee collegapitchers Joel Zumaya en Fernando Rodney meerdere keren een fastball van meer dan 160 km/h. Dit was de eerste keer dat drie pitchers in een wedstrijd alle drie dit deden in de Major League competitie. In dat jaar werd hij aan het eind van het seizoen uitgeroepen tot beste debutant in de Major League en won de Rookie of the Year Award. Door het winnen van tien wedstrijden voor juni was hij tevens de beste debuterende pitcher in de geschiedenis.

### 2007
In het seizoen 2007 zette Verlander zijn goede resultaten voort. In 18 wedstrijden die hij als startend pitcher speelde was hij de winnende werper. Aan het eind van het seizoen had hij een ERA van 3.66 en had hij in totaal 183 slagmannen weten uit te gooien. Op 20 juni 2007 gooide hij een no-hitter in een wedstrijd tegen de Milwaukee Brewers. Zijn werpsnelheid was dat jaar zeer hoog. In totaal gooide hij twaalf slagmannen uit met een fastball van 164 km/h.

### 2008

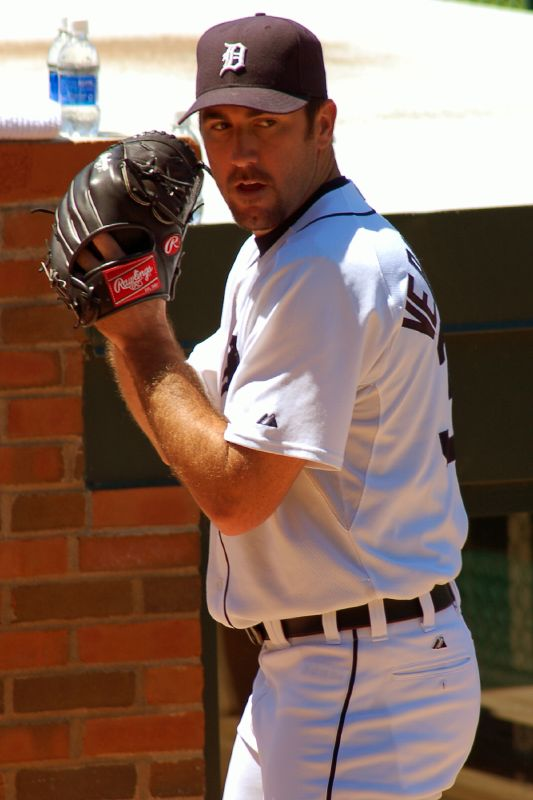
Verlander in 2008

Verlander's start was niet veelbelovend na 4 achtereenvolgende verloren wedstrijden. Zijn seizoensstatistieken van 2008: elfmaal verliet hij het veld als winnend pitcher en zeventien maal als verliezend pitcher. Zijn ERA kwam uit op 4,84

### 2009

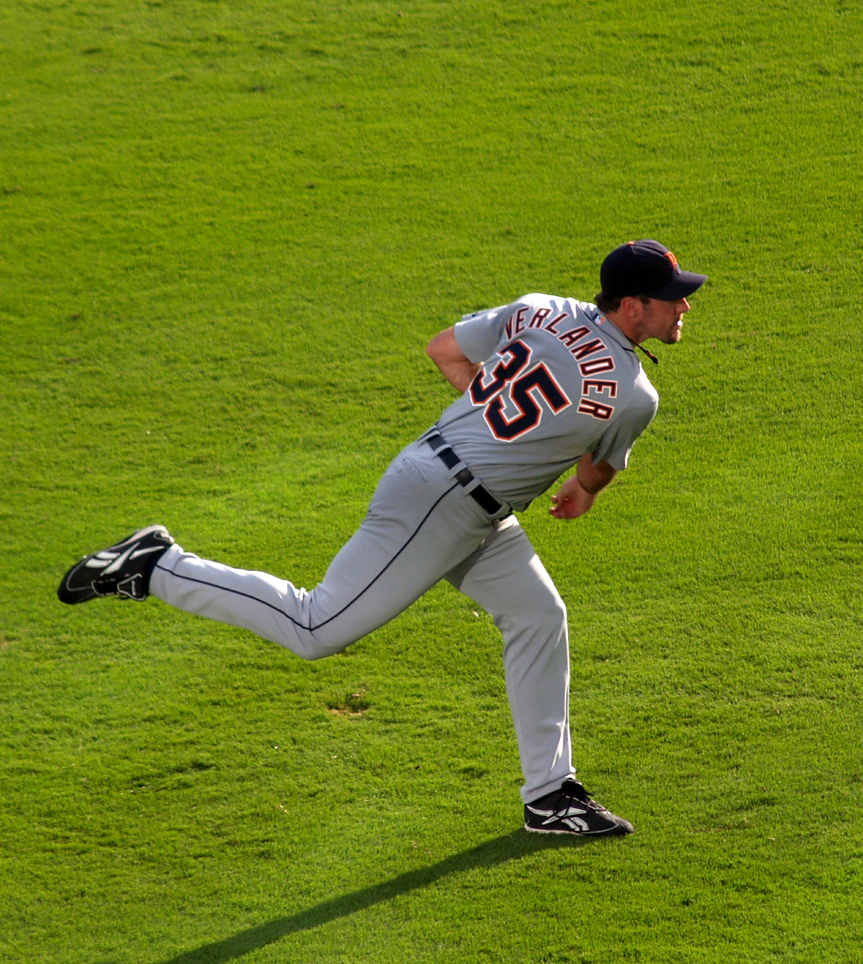
Justin Verlander in 2009

Verlander beëindigde het jaar 2009 met negentien wedstrijden afgesloten als winnend pitcher en negen keer als verliezend pitcher en een ERA dat uitkwam op 3,45. Ook voerde hij dat jaar het klassement van de meeste uitgegooide slagmannen (strike outs) aan met 269. Hiermee verbeterde hij tevens het oude clubrecord van de Detroit Tigers dat op naam stond van Mickey Lolich's met 308 strikeouts en nog stamde uit het jaar 1971.

### 2010
Verlander en zijn werkgever Detroit Tigers kwamen buiten het seizoen tot een contractverlenging van vijf jaar waarmee naar verluidt 80 miljoen US dollars is gemoeid. Op 3 juli haalde Verlander zijn tiende winst van het seizoen binnen. Hierbij lukte hem voor de vierde keer in vijf jaar dat hij dubbel cijfers winst behaalde voor de All-Star stop. Op 18 september won hij met Detroit Tigers zijn zeventiende winst door een overwinning op Chicago White Sox. Hierbij werd Verlander de eerste pitcher die zeventien wedstrijden won in vier van zijn eerste vijf seizoenen sinds Dwight Gooden. In de in totaal zevenentwintig wedstrijden die hij als startend pitcher speelde was hij achttien maal winnend pitcher en verloor hij negen maal. Zijn ERA kwam uit op 3,37.

### 2011
Op 22 april gooide Verlander zijn duizendste slagman uit. Hierdoor werd Verlander de vijftiende Detroit Tiger die deze mijlpaal in zijn prijzenkast kan zetten. Op 7 mei gooide Verlander zijn tweede no-hitter met een maximumsnelheid van 163 km/h in zijn loopbaan tegen de Toronto Blue Jays; Hij hield een perfect game voordat J. P. Arencibia tegenover hem kwam te staan, de enige Blue Jays slagman die een honk wist te bereiken. Toch werd ook Arencibia uitgegooid door Verlander. Verlander gooide in totaal 27 slagmensen uit in een wedstrijd. Verlander werd de tweede pitcher sinds Virgil Trucks die tweemaal de prestigieuze no-hitter uitvoerde en ook de 30e pitcher van de honkbalgeschiedenis van het werpen van twee of meer no-hitters.
In zijn volgende wedstrijd tegen tegen de Kansas City Royals op 13 mei hield Verlander een no-hitter tot aan de zesde inning. Bij elkaar opgeteld pitchte Verlander 15 ⅔ opeenvolgende niet geraakte innings verdeeld over 3 startbeurten.
Op 4 juni hield Verlander een no-hitter tot aan de achtste inning. Hij pitchte 7⅓ innings voor het opgeven van een honk aan Cleveland's speler Orlando Cabrera. Vijf dagen later gooide hij weer alle slagmannen uit, en liet maar één homerun toe van Ty Wigginton.
Op 31 juli hield Verlander een no-hitter tot aan de achtste inning voor het opgeven van een single aan Maicer Izturis. Op 11 augustus won Verlander zijn honderdste wedstrijd in de Major League tegen Cleveland Indians. Op 27 augustus werd hij de eerste pitcher die 20 wedstrijden won in het seizoen. Door deze overwinning werd hij ook de eerste Detroit Tiger die dit lukte sinds Bill Gullickson in 1991 en ook de eerste pitcher in de Major League sinds Curt Schilling in 2002 die 20 wedstrijden won voor het einde van augustus.
Aan het eind van het seizoen won hij de Tripple Crown door lijstaanvoerder te zijn met maar liefst 24 gewonnen wedstrijden, 250 strikeouts en een ERA dat uitkwam op 2,40. Verlander was ook lijstaanvoerder met 251 gepitchte innings en had een winst-verlies percentage van 0,828; zes na best in de Detroit Tigers geschiedenis. Verlander had in het seizoen van 2011 de beste loopbaan strikeouts/negen innings percentage van maar liefst 8,2 in de Detroit Tigers geschiedenis en een na beste loopbaan winst-verlies percentage: 0,652.
2011 was voor Verlander de meest prijsvolle jaar; hij ontving de AL Sporting news Pitcher of the Year Award, The Sporting News Player of the Year Award, Players Choice Award for Player the Year, Most Outstanding American League pitcher en The USA Today American League Cy Young. Ook werd hij uitgekozen als Atleet van de Major League Baseball 2012.
Verlander kreeg zowel de 2011 AL Cy Young Award als de AL MVP Award prijs toegekend. Hij was ook de eerste pitcher die de AL MVP Award kreeg toegekend sinds Dennis Eckersley in 1992. Verlander won unaniem de verkiezing 2011 AL Cy Young Award maar de verkiezing voor AL MVP Award was veel intenser; nummer 1 en nummer 2 waren zeer dicht bij elkaar qua puntentelling.

### 2012
Op 18 mei behield Verlander een no-hitter tot aan de achtste inning tegen de Pittsburgh Pirates voor het opgeven van een single. De wedstrijd werd uiteindelijk gewonnen met 6-0 en hij gooide maar liefst de 160 km/h.
In hetzelfde jaar werd Verlander in de sterrenteam van de Amerikaans League opgenomen als startende pitcher voor de All-Star Game. Ook zijn teamgenoten van Detroit Tigers Prince Fielder en Miguel Cabrera werden in de sterrenteam opgenomen. In de All-Star stop sleepte Verlander in 18 wedstrijden negen keer de overwinning uit het vuur en slechts vijf keer moest hij zijn meerdere erkennen. Zijn ERA kwam uit op 2,58. Verlander was lijstaanvoerder in de AL met: 132⅔ gepitchte innings en 128 strikeouts. Verlander beëindigde het reguliere seizoen van 2012 met 17 winst uit 25 wedstrijden. Ook werd hij eerste in de Amerikaanse League met: 238⅓ innings en 239 strikeouts. Ook werd hij tweedes met een ERA dat uitkwam op 2,64.
In de American League Divison Series (ALDS) begon Verlander zijn eerste wedstrijd tegen Oakland Athletics die hij met 3-1 won. In de beslissende vijfde wedstrijd van de ALDS pitchte hij een foutloze wedstrijd met slechts vier slagen door laten gaan. De Detroit Tigers wonnen uiteindelijk met 6-0 en gingen door naar de American League Champions Series. De overwinning markeerde de eerste keer in de MLB geschiedenis dat een pitcher voor elkaar kreeg om meer dan 10 strikeouts te gooien in de winner-take-all. Met de 22 strikeouts in de series die Verlander gooide, vestigde hij een record in de ALDS.
In 2012 werd Verlander nipt tweedes achter David Price die uitkomt voor Tampa Bay Rays voor de AL CY Young Award verkiezingen. Tijdens de verkiezingen kreeg Verlander 149 punten, waarvan 12 eerste plaats stemmen waren. Price kreeg 153 punten, waarvan 13 eerste plaats stemmen waren. Toch kreeg Verlander nog een prijs in 2012. Verlander werd voor de tweede keer op rij uitgekozen als AL The Sporting News Pitcher of the Year Award, ditmaal als gedeelte eerste met wederom David Price.

### 2013
Voordat het seizoen 2013 begon sloot Verlander met de Detroit Tigers een contractverlenging voor zeven jaar met een totaal bedrag aan salaris van $ 180 miljoen en een bijkomende premie van $ 22 miljoen wanneer hij de top vijf zou halen in de Cy Young Award verkiezingen van 2019. Hiermee werd hij de bestbetaalde pitcher in de geschiedenis van de MLB tot op dat moment.
Verlander was de startend pitcher van de openingswedstrijd van het seizoen voor de zesde opeenvolgende keer in de wedstrijd tegen de Minnesota Twins op Target Field in Minneapolis. Hij sloot deze af als winnend pitcher met 4-2. Tijdens de wedstrijd tegen Cleveland Indians op 11 mei, vestigde Verlander zijn 1500ste strike out in zijn loopbaan.
Verlander werd als reservepitcher geselecteerd voor het Amerikaanse All-Star team met als teamcoach zijn manager Jim Leyland. Hij maakte daarmee voor de zesde maal achter elkaar deel uit van de All-Star selectie. Maar doordat hij aan de start stond van de wedstrijd voor de Detroit Tigers op 14 juli, werd hij niet speelgerechtigd verklaard voor de All-Star wedstrijd zelf op 16 juli. Op het moment van de All-Star wedstrijd had hij in totaal tienmaal een wedstrijd als winnend pitcher afgesloten en zesmaal als verliezend pitcher. Hij gooide hierbij 125 slagmannen uit en had een ERA dat uitkwam op 3,50. Uiteindelijk zou Verlander het reguliere seizoen beëindigen 13 keer als winnend pitcher en 12 keer als verliezend pitcher. Zijn ERA kwam uit op 3,64 en gooide 217 slagmannen uit. Zijn 218 1/3 gepitchte innings was echter het laagste sinds seizoen 2008.

### 2014
Op 9 januari 2014 onderging Verlander een buikspieroperatie. De verwachting was dat Verlander pas terug zou keren na de openingsdag bij de Detroit Tigers. Hij was echter al voldoende hersteld om in februari al mee te kunnen doen aan het trainingskamp van de Tigers. Op 16 maart maakte de manager van Detroit Tigers Brad Ausmus bekend dat Verlander na zeven achtereenvolgend jaar aan de start zou staan van de seizoensopeningswedstrijd op 31 maart. Op 12 april kreeg Verlander pas zijn eerste twee slagen tegen in het Major League seizoen tijdens een 6-2 overwinning op San Diego Padres. Dit brak zijn 0-26 slagenreeks.

## Privéleven
Verlander begon een relatie met het model Kate Upton in het voorjaar van 2011. Het stel huwde in november 2017.
Verlanders jongere broer, Ben, komt ook uit voor de Detroit Tigers; hij speelt als buitenvelder. Slechts één wedstrijd speelden de broers samen.

## Werpstijl
Verlander gooit een aantal worpen. Zijn hoofdpitch is de four seam fastball die boven de 145 km/h uitkomt en daarbij heeft hij nog de beschikking over een slider, een curveball en een circle change up. De slider is de pitch die hij gebruikt om indien nodig laat in de count een rechtshandige slagman uit te krijgen terwijl de change up hiertoe ingezet wordt bij twee slag kaal bij een linkshandige slagman. Als dit niet meteen effect heeft gebruikt hij ook nog een curveball. In 2014 was zijn hoofdpitch de fastball met een gemiddelde snelheid van 150 km/h. Zijn curveball is zijn off speed pitch met 130 km/h. De change up die hij gooit als afwisseling haalde 137 km/h en zijn slider komt uit op gemiddeld 140 km/h.